# Oliarus paludicola
Oliarus paludicola är en insektsart som beskrevs av George Willis Kirkaldy 1909. Oliarus paludicola ingår i släktet Oliarus och familjen kilstritar. Inga underarter finns listade i Catalogue of Life.